# Heleen van der Wilt
Heleen van der Wilt (Mijdrecht, 9 oktober 1974) is een voormalig Nederlands korfbalster. Zij speelde op het hoogste niveau korfbal bij Oost-Arnhem, DKOD, AKC Blauw-Wit en Fortuna.
Van der Wilt staat bekend om haar winnende golden goal in de Europacup van 2004. Ze werd Nederlands kampioen met Fortuna in 2004. Ook speelde zij voor het Nederlands korfbalteam en won hiermee 7 keer 
goud.

## Spelerscarrière

### Begin van carrière
Van der Wilt begon met korfbal bij Atlantis uit Mijdrecht. Omdat Van der Wilt op het hoogst mogelijke niveau wilde spelen, ging ze in 1991 spelen bij het grotere DKOD.
In 1993 was Van der Wilt een basiskracht bij DKOD. In haar eerste seizoen, 1993-1994 werd zij ook uitgeroepen tot Beste Debutant.
Ze speelde 5 jaar voor DKOD en in haar laatste seizoen werd ze nog wel Nederlands kampioen veldkorfbal.

### Oost Arnhem
In 1996 verruilde ze DKOD voor Oost-Arnhem dat net de Nederlands zaalkampioen was geworden.
Ook hier speelde ze 5 seizoenen. Ze won in 1997 de veldtitel.
In seizoen 1999-2000 werd ze vrouwelijke topscoorder van Nederland. Ze scoorde dat seizoen 52 goals.

### Blauw-Wit
In 2001 stapte ze over naar het Amsterdamse AKC Blauw-Wit, dat net de nieuwe veldkampioen was geworden.
Haar avontuur in Amsterdam duurde niet lang, want hier speelde ze maar 2 seizoenen. Het liep uit op een mislukt avontuur en zo koos Van der Wilt ervoor om te stoppen bij deze club.

### Fortuna
In 2003 meldde Van der Wilt zich bij het Delftse Fortuna. De club was net de nieuwe zaalkampioen geworden en had een jonge ambitieuze ploeg onder leiding van coach Hans Heemskerk. Van der Wilt ging op jacht naar haar eerste zaaltitel en sloot zich zodoende aan bij deze ploeg.
Als eerst mocht ze met Fortuna de Europacup van 2004 binnenslepen. Dat lukte, want Fortuna won van het Belgische AKC. In de finale van deze Europacup eiste Van der Wilt een hoofdrol op, door in de verlenging de golden goal te scoren. In haar eerste seizoen, 2003-2004 stond ze met Fortuna in Ahoy voor de zaalfinale. Fortuna won en zodoende was Van der Wilt eindelijk Nederlands zaalkampioen.
In 2005 won ze met Fortuna haar tweede Europacup, door voor de tweede keer AKC te verslaan. Seizoen 2005-2006 was haar laatste seizoen bij Fortuna. Dit jaar was de eerste editie van de nieuw opgerichte Korfbal League en Van der Wilt speelde 10 wedstrijden en kwam tot 20 goals.
In mei 2006 nam ze afscheid van het korfbal op het hoogste niveau.

## Erelijst
- Nederlands kampioen veldkorfbal, 2x, (1996) met DKOD (1997) met Oost-Arnhem
- Nederlands kampioen zaalkorfbal, 1x (2004) met Fortuna
- Europacup kampioen, 2x (2004 en 2005) met Fortuna
- Beste Korfbalster van het Jaar, 1x (2004)

## Oranje
In 1995 debuteerde Van der Wilt in het Nederlands korfbalteam. Ze stopte bij Oranje in 2003 en speelde in die 12 jaar 44 officiële interlands.
Van deze 44 interlands waren er 5 op het veld en 39 in de zaal.
In dienst van Oranje won ze 7 gouden plakken op de volgende toernooien:
- WK van 1995, 1999 en 2003
- EK van 1998 en 2002
- World Games van 1997 en 2001

In haar laatste toernooi namens Oranje (WK 2003) kreeg ze een publiekswissel in de finale. Na het toernooi werd ze uitgeroepen tot Speelster van het Toernooi.